# Arsenal del Kremlin
L'Arsenal del Kremlin (en rus Арсенал), és al nord-oest del Kremlin de Moscou, entre les torres de la Trinitat i de Sant Nicolau i disposa d'un ampli pati interior. Actualment és un edifici administratiu on estan ubicats les casernes del Regiment del Kremlin i els serveis de la comandància del Kremlin.

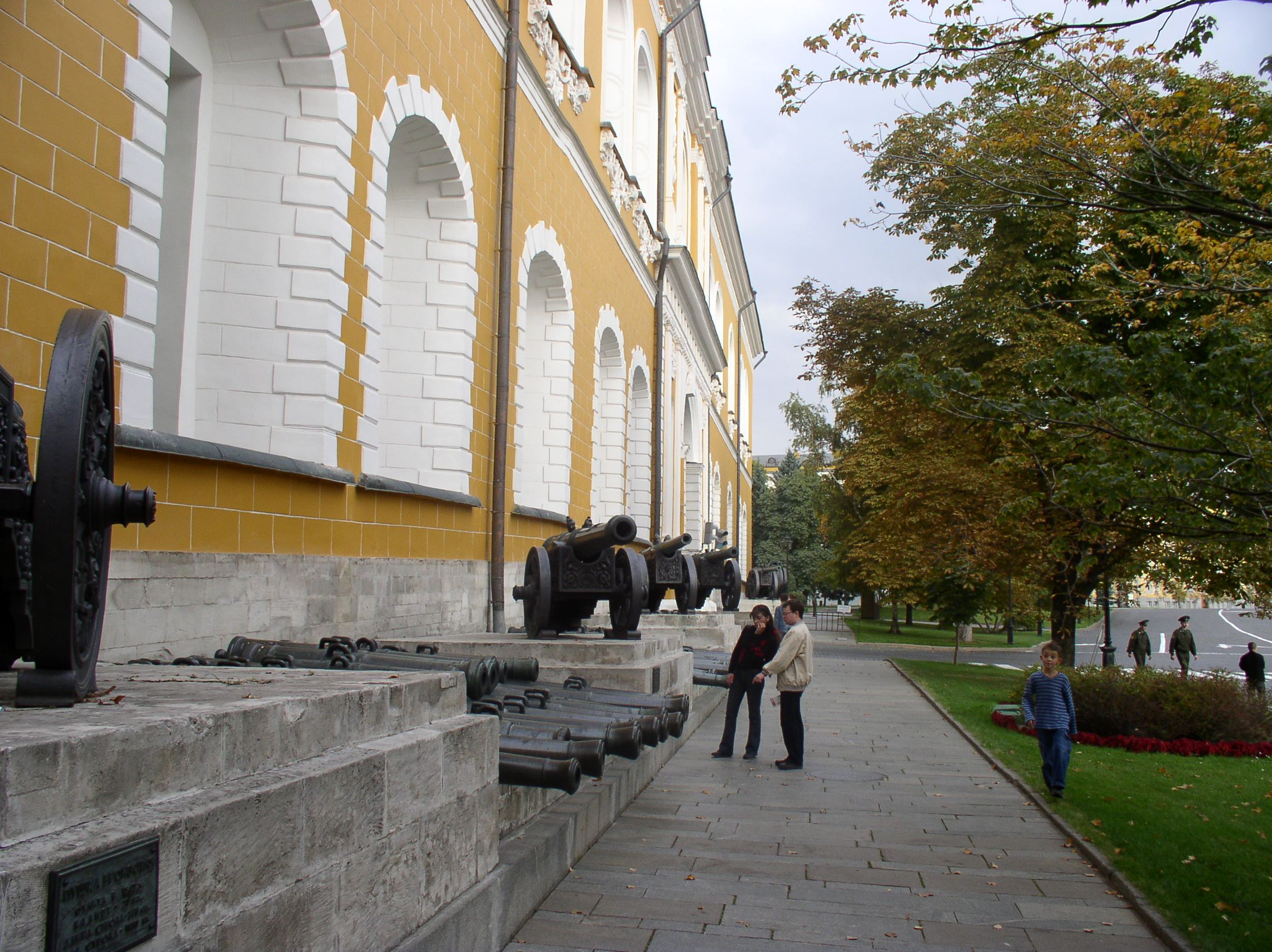
Vista dels canons de l'Arsenal

L'arquitectura de l'Arsenal es distingeix pel seu caràcter monumental i la seva senzillesa. Es va començar a construir el 1702 per ordre de Pere I per fabricar i dipositar-hi tota mena d'armes i instal·lar un museu d'objectes militars capturats als invasors estrangers. Les obres, iniciades el 1702, van ser interrompudes el 1706, a causa de la Gran Guerra del Nord contra Suècia. Només es van reprendre en 1722. En l'incendi de 1737 va cremar part de l'Arsenal. Els treballs de restauració van durar molts anys, concloent aquests entre la dècada del 1783-1787. En 1812 les tropes napoleòniques van volar una part de l'Arsenal. En 1816-1828 l'arquitecte Osip Bové ho va reconstruir, donant-li l'aspecte que es conserva fins als nostres dies.
L'edifici de l'Arsenal consta de dues plantes, a les quals serveix de rematada una sòlida cornisa amb un fris de pedra blanca picada. La façana de la primera planta està encoixinada. En ella, amb bastant separació, hi ha finestres aparellades que penetren profundament en el mur de dos metres de gruix, subratllant la robustesa d'aquest. L'edifici té 20 metres d'altura. En l'estil de l'Arsenal es combinen els trets de l'arquitectura de l'època de Pere I amb les ornamentades formes del barroc de la dècada del 1830.
Des de 1960, al llarg de les parets de l'Arsenal s'alineen diversos canons fets per fonedors russos, així com els canons capturats per les tropes russes a l'exèrcit de Napoleó el 1812. D'aquests, 365 són francesos, 189 són austríacs, 123 són prussians, 70 són italians, 40 són napolitans, 34 són bavaresos, i 22 són holandesos, 12 saxons, 8 espanyols, 5 polonesos, i un de Westfalia, Hanover, i Würtemberg.